# Jamaicansk engelska
Jamaicansk engelska är den engelska dialekt som talas i Jamaica. Den har influenser av både brittisk engelska och amerikansk engelska, samt många aspekter av irländsk intonation. Vanligtvis används stavning enligt brittisk rättstavning.
Även om skillnaden mellan de båda bäst beskrivs som ett kontinuum snarare än med någon tydlig gräns, bör jamaicansk engelska ej förväxlas med patwa, även känd som jamaicansk kreol.

## Sociolingvistik
Jamaicansk standardengelska är en variation av internationell standardengelska (se engelsk engelska). Sedan mitten av 1900-talet har Jamaica fått ökade sociala och ekonomiska band med USA och därigenom ökade influenser av amerikansk kultur, såsom film, musik, och television, med ökat inflytande av amerikansk engelska som resultat.

## Grammatik
Även om Jamaica är geografiskt närmre USA har Jamaica i och med sin tidigare status som brittisk koloni följt brittisk grammatik och rättstavning, med brittisk engelska som norm för skolundervisningen.

## Ordförråd
Senare amerikanska influenser är tydliga i det jamaicanskengelska ordförrådet (bebisar sover i "cribs" (brittisk engelska: "cot") och har "diapers" eller "pampers" (istället för "nappies"); folk bor i "apartments" eller "townhouses" (istället för till exempel "flats"). Den brittiska termen "sleeping policeman" används för farthinder, istället för det i Amerika annars dominerande "speed bump”.
När det kommer till bilens anatomi finns en intressant blandning av brittisk och amerikansk engelska, där det amerikanska "trunk" ("bagage, koffert") används nästan uteslutande istället för brittiska "boot", medan brittisk engelska vunnit för ordet för motorhuv ("bonnet"). Detta är troligtvis dels på grund av att den amerikanska termen, "hood", används i Jamaica som vulgärt slangord för penis.
Det blandas in många ord från jamaicansk patwa i den jamaicanska standardengelskan, som "duppy" för "spöke"; "vendah" för "småhandlare"; och vissa termer i jamaicansk matlagning, som "ackee", "callaloo", "guinep", och "bammy".